# Crypturellus cinereus
El tinamú o inambú café o cenizo o sombrío, Crypturellus cinereus es una especie de ave perteneciente a la familia Tinamidae y aparece en pantanos y bosques de tierras bajas en el norte de América del Sur. Pertenecen a una de las familias más antiguas del mundo de hoy, se conocen fósiles que se remontan diez millones de años. Sus rápidos reflejos juegan un papel muy importante en su supervivencia.

## Descripción
Es un pájaro tímido y reservado. Mide aproximadamente 30 cm de longitud. Es reconocido por su cuerpo de color gris-humo con la corona y la nuca en un tono rojizo-marrón. Estos les ayudan a mezclarse con ambiente natural por lo que es más difícil sean detectadas por sus predadores, en lo que se conoce como cripsis. La parte inferior es sólo un poco más pálida que el resto del cuerpo y las patass parecen de color naranja opaco. Las hembras suelen ser ligeramente más grandes que los machos.

## Ecología
Es conocido por ser fácil de escuchar, pero muy difícil de ver. Tiene un fuerte silbido distintivo, que se escucha principalmente al amanecer y al atardecer. Tienen una única nota y pasan casi dos segundos entre cada silbido. Esta ave es capaz de proyectar su voz para parecer como si viniera de otra dirección, con lo que es muy difícil encontrar su ubicación exacta. La llamada entre machos y hembras son similares, si bien los machos suelen llamar para atraer a las hembras. El tinamú café se de hábitos diurnos. Cuando están asustados o son sorprendidos corren a cubrirse entre la vegetación rápidamente. Sus instintos se han adaptado a actuar con rapidez, ya que al vivir sobre el terreno tienen que huir para evitar los depredadores por lo que rara vez son vistos por los seres humanos. Usualmente caminan en lugar de volar, aunque son capaces, pero es inusual y breve. Si bien sólo puede volar en cortos periodos, lo hace de manera enérgica y directa. Tienden a aparecer solos o en parejas, y generalmente no viajan en grupos.

### Dieta
Los hábitos alimenticios dependen de la temporada en su hábitat, aunque en su mayoría son herbívoros. En el verano su dieta se compone de pequeños frutos, semillas e incluye pequeños invertebrados. En la época invernal suele comer una gran variedad de semillas o bayas recogidos sobre el terreno. Cuando es joven es más dependiente de los insectos que cuando se convierten en adultos. La Perdiz Cinereous no escarba con las patas para buscar alimento, aunque buscan debajo de las hojas o usan su pico para cavar.

### Cría
El inambú café hace su nido y pone sus huevos en el suelo del bosque. Ponen dos huevos cada temporada. Estos huevos de un color entre violeta y salmón. Las crías son capaces de moverse cuando salen del huevo hasta el punto que casi pueden correr tan pronto como rompen el cascarón.

## Hábitat
Vive en bosques tropicales de tierras bajas o bosques pantanosos, hasta los 700 m. de altitud. Prefieren vivir cerca de los arroyos. Su hábitat preferido es espeso, oscuro y denso. Esta especie es nativa del sur de Colombia, el sur de Venezuela, Surinam, Guyana, Guayana Francesa, el norte y el oeste de Brasil, este de  Ecuador, este de Perú, y el norte de Bolivia